# Версальський договір (1787)
Версальський договір 1787 року (фр. Traité de Versailles de 1787) — договір про союз, підписаний французьким королем Людовиком XVI та в'єтнамським паном Нгуєном Анхом, майбутнім імператором Зя Лонг.
Нгуєн Анх, чию сім'ю, сім'ю Нгуєн, знищило повстання Тай Сен, коли йому було 16 або 17 років, отримав захист і допомогу від французького католицького священика Піньйо де Бейєна, титульного єпископа Адрана.
Для того, щоб отримати підтримку по справі Нгуєна Анха, Піньйо де Бейєн відправився до Франції в 1787 році як "особливий посланник царя Нам Ха у супроводі старшого сина, якому було тоді сім років і який виступав як символ влади Піньйо для ведення переговорів від імені Нгуєна Áнха.
Версальський договір був підписаний 21 листопада 1787 р., міністром закордонних справ та військово-морського флоту, а також Піньйо де Бейєном, як представником Нгуєна Анха. В обмін на договір, Нгуєн Анх пообіцяв поступитися французам архіпелагом Пуло-Кондор і надати їм концесію в Туране (сучасний Дананг), а також виняткові права торгівлі. Людовик XVI пообіцяв допомогти Нгуєнну Анху повернути престол, направивши на чотири фрегата 1650 військовослужбовців (1200 кафарів , 200 артилерійських та 250 чорних солдатів).
Цей договір ознаменовує початок французького впливу в Індокитаї, але губернатор Пондічеррі, граф де Конуей, якому було надано повноваження ухвалювати рішення про фактичне виконання Договору, відмовився від наданих йому обов' язків, залишивши всі невирішені справи на Піньйо де Бейєні.
Незважаючи на ці незручності, в період між 1789 і 1799 роками французькі війська, зібрані Піньє де Бейєном, зуміли підтримати Зя Лонга в захопленні влади над усім В'єтнамом. Французи навчали в'єтнамські війська, формували військово-морський флот і будували фортифікаційні споруди в стилі Вобан наприклад Цитадель Сайгону. Деякі з цих французьких авантюристів залишалися на високих постах в уряді Зя Лонга, такі як Філіп Ваньє, Жан-Батіст Чагньйо, де Форсанс і лікар Деспіу.